# Pseudagrion daponshanensis
Pseudagrion daponshanensis là loài chuồn chuồn trong họ Coenagrionidae. Loài này được Zhou & Zhou mô tả khoa học đầu tiên năm 2007.